# Теодор Валсамон
Теодор Валсамон или Балсамон (на гръцки: Θεόδωρος Βαλσαμῶν; на латински: Theodorus Balsamon) е византийски писател от втората половина XII век, канонист на Православната църква и патриарх на Антиохия. Остава известен с коментарите си (схолии) към съборните канони, с отговорите си по различни канонични въпроси, както и с епиграмите и писмата си.

## Живот и творчество
Роден е в периода между 1130 и 1140 г. Заемал е различни постове в Цариградската патриаршия – бил е ръкоположен за дякон, по-късно е хартофилакс на патриаршеската катедрала „Света София“, а между 1178 г. и 1183 г. е патриаршески номифилакс, който съди светски и духовни лица според църковния канон, а в някои случаи и по светския закон. Изпъквайки като един от най-ерудираните църковни канонисти в Константинопол, около 1170 г. получава от император Мануил I и патриарх Mихаил III Анхиалски задачата да редактира и актуализира Номоканона от XIV титли. Между 1185 и 1191 г. Валсамон е избран за патриарх на Антиохия, но продължава да пребивава в Константинопол, тъй като по това време Антиохия се намира в ръцете на кръстоносците. Умира след 1195 г. в Константинопол.
Най-известният труд на Теодор Валсамон са коментарите му (схолии) към Номоканона от XIV титли. Причината за появата му е затруднението, което възникнало в църковната практика поради остарялата природа на някои закони, включени в Номоканона, които поради загуба на практическо значение не били поместени в по-късния свод на византийското право, известен като „Василики“. Конкретният повод за написването на коментарите, както става ясно от пролога на Валсамон, е задачата, поставена му от императора и патриарха след известния случай с назначението на епископа на Амисос. Епископската катедра на Амисос била овакантена, а митрополитът на Амасея Лъв не успял да да избере нов епископ в рамките на каноничните срокове. Поради това към избор на нов епископ пристъпил самият патриарх Михаил III Анхиалски, който се позовал на Новела 123, глава I, част 2, която присъствала в титла I, глава 9 на Номоканона от XIV титли, но не била поместена във Василиките. Действията на патриарха обаче били оспорени от неговите опоненти пред императора именно въз основа на отсъствието на въпросната разпоредба от Номоканона във Василиките, което станало причина императорът да отсъди срещу патриарха. В светлината на това решение Валсамон получил задачата да прегледа каноните, да обясни и изтълкува неяснотите в тях и да се произнесе относно противоречията им със законите; и още, като изследва по същия начин писанията на Фотий в Номоканона от XIV титли, да посочи кое в тях е задължително от правна гледна точка и кое е остаряло, т.е. кое е било отменено от по-късното законодателство, за да не би някои да смятат за валидни и задължителни закони, които вече не били в сила.
Коментарите на Валсамон към Номоканона са изключително обширен труд, състоящ се от две части. В първата, систематична част на своя труд, Валсамон прави коментар на Номоканона от XIV титли, в който отпратките към каноните се съчетават със законодателството на империята в различните и специализирани правни области. Основен обект на изследване в тази част са църковните закони, обнародвани от императора – т.нар. номоси. Основната цел на тази част е да се опише състоянието на църковното законодателство, като се изясни кои от приетите по-рано църковни закони са все още в сила и кои са били отменени от по-късното императорско законодателство. Отговора на този въпрос Валсамон намира във Василиките, като посочва, че ако даден закон може да бъде намерен във Василиките, то този закон е част от действащото законодателство, а онези закони, които не са поместени в този свод, са били отменени. Втората част на коментарите е посветена на тълкуването на църковните канони и практически текстове, приети от Шестия вселенски събор в Констанитнопол през 692 г.
Освен на Коментарите към Номоканона, Валсамон е изготвил и Колекция от императоски конституции по църковни въпроси, събрана в три книги. Автор е и на няколко други канонически съчинения и послания: Отговори на шестдесет и шест канонични въпроса, зададени от александрийския патриарх Марк III, Послание до манастирския настоятел Теодосий за монашеските изкушения, Канонически трактат за служението на хартофилаксите и протекдиктите, Канонически трактат за привилегиите на патриарсите. Запазени са също негови писма и епиграми.
Също така в произведенията си Теодор Валсамон изразява твърди антиеврейски и антилатински възгледи. Той има силно присъствие в развитието на антилатинските настроения в Константинопол през XII век и неговото мнение оказва голямо влияние и върху бъдещото отношение на Православната църква спрямо католическия свят.